# Sphaerodactylus elegantulus
Sphaerodactylus elegantulus — вид геконоподібних ящірок родини Sphaerodactylidae. Ендемік Антигуа і Барбуди.

## Поширення і екологія
Sphaerodactylus elegantulus мешкають на Антигуа, Барбуді і сусідніх острівцях. Вони живуть в усіх середовищах проживання, зокрема в прибережних заростях і садах.